# Canya de sucre

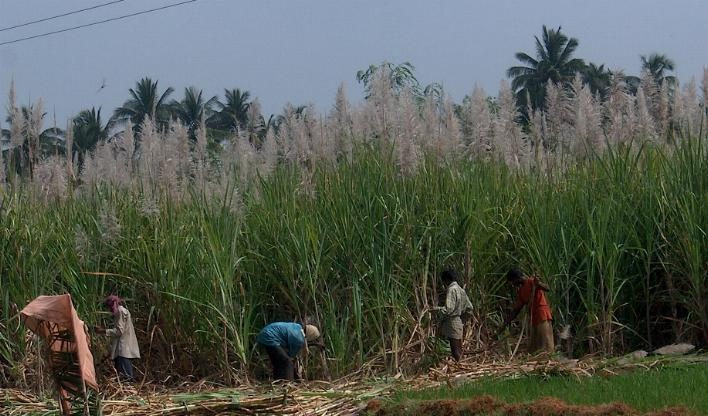
Un camp segant-se de canya de sucre

La canyamel, canya de sucre o canya dolça (Saccharum officinarum) és una planta de la família de les Poaceae. Es conrea per les seves canyes d'on s'extreu el sucre. Amb un volum anual de producció superior a 1.300 milions de tones (FAO 2002), és la primera planta conreada en el pla mundial. Fou fins al començament del segle xix l'única font important de sucre.

## Descripció
La canya de sucre és una gramínia gran, tropical i herbàcia, d'una alçada de fins a 6 m. Les tiges, d'un diàmetre d'1,5 a 6 cm, són balmades amb entrenusos plens. Les fulles, alternes, són repartides en dues files oposades, La inflorescència és un pinacle terminal de 50 cm a 1 m de llarg. En el conreu la canya dolça és generalment tallada ans de la floració.
És una planta vivaç per la seva rabassa rizomatosa.

## Distribució
La planta és desconeguda en estat salvatge. Podria ser originària de l'arxipèlag de Nova Guinea. És conreada des de molt antigament a l'Índia. Avui dia, es conrea a tots els països de clima tropical i mediterrani de tot el món, des de 35° de latitud nord a 30° de latitud sud.

## Història
Des del segle vi aC es coneix l'extracció de sucre de canya a la Xina. L'expedició d'Alexandre el Gran fins a l'Indus la va fer conèixer per primera vegada als europeus.
A partir del segle vii, els Àrabs l'introduirien després de Pèrsia en el conjunt dels territoris que ocuparen, en especial a Xipre, Creta, i fins a Al-Àndalus. A Granada es conserva el trapig més antic d'Occident. La canya de sucre fou introduïda al Carib per Cristòfol Colom en el seu segon viatge en el 1493, on el seu clima favorable permeté obtenir fins a tres collites anuals. Aquest conreu que necessitava una abundant mà d'obra va alimentar el tràfic d'esclaus provinents de l'Àfrica. Al segle xv, el conreu va desenvolupar-se al ducat de Gandia, on queden fins avui vestigis d'uns quinze trapigs. Durant dos segles va ser el centre productor més important d'Europa. Fou introduïda al Perú cap al segle xvi.

## Cultiu

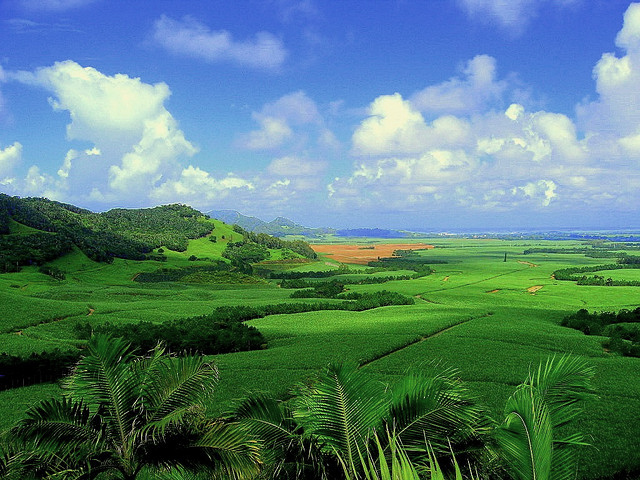
plantació de canya de sucre a Illa Maurici

El cultiu de canya de sucre requereix un clima tropical o Temperat, amb un mínim de 60 cm d'humitat anual. És un dels més eficients fotosintetitzadors del regne vegetal. Es tracta d'una planta C ₄, capaç de convertir fins a un u per cent de l'energia solar incident en biomassa. A les regions principals de cultiu, com ara Maurici, Puerto Rico, l'Índia, Indonèsia, el Pakistan, el Perú, el Brasil, Bolívia, Colòmbia, Austràlia, l'Equador, Cuba, el Filipines, el Salvador i Hawaii, els cultius de canya de sucre pot produir més de 15 quilos de canya per metre quadrat de sòl.
La canya de sucre es cultiva en molts sòls que van des del molt fèrtil i ben drenat mol·lisol, el pesat vertisol, l'àcid infèrtil oxisol, les torbes histosol fins al rocós andisòl. Tant un bon subministrament d'aigua com el sol abundant, fan augmentar la producció de la canya de sucre. Això ha fet que els països desèrtics amb bones instal·lacions de reg, com ara Egipte, arribin a ser unes de les regions amb més alt rendiment de cultiu de la canya de sucre.

## Procés

### Deshidratació
Consisteix en l'eliminació de l'aigua i un aliment en forma de vapor mentre aquest s'està escalfant. Es defineix com aquella operació unitària mitjançant la qual s'elimina la major part de l'aigua dels aliments, per evaporació, aplicant calor.
L'objectiu principal de la deshidratació consisteix a prolongar la vida útil dels aliments per reducció de la seva activitat d'aigua.
La deshidratació redueix també el seu pes i volum, la qual cosa redueix els costos de transport i emmagatzematge. En alguns casos serveix també per a posar a l'abast del consumidor una major varietat d'aliments de més còmode utilització. La deshidratació altera en cert grau, tant les característiques organolèptiques, com el valor nutritiu dels aliments.

### Deshidratació per aire calent
La capacitat de l'aire per eliminar l'aigua d'un aliment depèn de la seva temperatura i de l'aigua que conté, que s'expressa com a humitat absoluta (HA) en kg i humitat relativa (HR) en percentatge, que representen la relació existent entre la pressió parcial del vapor d'aigua en l'aire i la pressió de vapor de saturació a la mateixa temperatura multiplicat per cent.

### Mecanisme de la Deshidratació
Quan l'aire calent entra en contacte amb un aliment humit, la seva superfície s'escalfa i la calor transmesa es fa servir com a calor latent d'evaporació, amb la qual cosa l'aigua que conté passa a estat de vapor. L'aigua s'escapa de la superfície dels aliments pels següents mecanismes:
1. Per capil·laritat.
2. Per difusió, provocada per les diferències en les concentracions de soluts entre les diferents parts de l'aliment.
3. Per difusió de l'aigua, absorbida en diverses capes sobre les superfícies dels components sòlids de l'aliment.
4. Per difusió gasosa provocada pel gradient de vapor existent a l'interior de l'aliment.

### Deshidratadors d'Aire Calent
Són unes instal·lacions cilíndriques o rectangulars en les quals el producte descansa sobre una malla. En aquestes, l'aliment és travessat per un flux d'aire calent a una velocitat relativament baixa. Aquestes instal·lacions posseeixen una gran capacitat de deshidratació i són barates d'adquisició i de funcionament.

### Efectes sobre els aliments
Textura:
La principal causa d'alteració de la qualitat dels aliments deshidratats per aquests sistemes rau en les modificacions que aquests provoquen en la seva textura. En els aliments adequadament escaldats les pèrdues de textures són provocades per la gelatinització del midó, la cristal·lització de la cel·lulosa i per tensions internes provocades per variacions localitzades en el contingut en aigua durant la deshidratació.
Bouquet i Aroma:
La calor no només provoca el pas de l'aigua a vapor durant la deshidratació, sinó també la pèrdua d'alguns components volàtils de l'aliment. La intensitat amb la qual aquesta pèrdua es produeix depèn de les temperatures i de les concentracions de sòlids en l'aliment, així com en la pressió de vapor de les substàncies volàtils i la seva solubilitat en el vapor d'aigua.
Color:
La deshidratació canvia les característiques de la superfície dels aliments i, per tant, el seu color i reflectància. Els canvis químics experimentats pels pigments derivats, el carotè i la clorofil·la, són produïts per la calor i l'oxidació que tenen lloc durant la deshidratació. En general, com més llarg és el procés de deshidratació i més elevada la temperatura, majors són les pèrdues d'aquests pigments.
Valor Nutritiu:
Les pèrdues de valor nutritiu que es produeixen durant la preparació de fruites i verdures són generalment majors que les que ocasiona el mateix procés de deshidratació.

### Resum delProcés de Fabricació de Sucre de Canya Cru
1. Extracció del Suc:
L'extracció del suc molent la canya entre pesats rodets o maces constitueix la primera etapa del processament del sucre cru. Primer, la canya es prepara per a la molta mitjançant fulles giratòries que tallen les tiges en trossos petits, mitjançant molins de martell que esmicolen però no extreuen el suc, o bé, de forma més general, per una combinació de dos o tres d'aquests mètodes.
En les pràctiques de molta més eficients, més del 95% del sucre contingut a la canya passa a melassa; aquest percentatge es coneix com l'extracció de sacarosa.
2. Purificació de la Melassa; Clarificació:
El suc de color verd fosc procedent dels trulls és àcid i tèrbol. El procés de clarificació (o defecació), dissenyat per remoure les impureses tant solubles com insolubles, fa servir, de forma general, calç i agents de calor clarificants. La lletada de calç, al voltant d'uns 16 (0,5 kg) (CaO) per tona de canya, neutralitza l'acidesa natural de la melassa, formant sals insolubles de calci. El suc clarificat transparent i d'un color terrós passa als evaporadors sense tractament addicional.
3. Evaporació:
El suc clarificat, que té més o menys la mateixa composició que el suc cru extret, excepte les impureses precipitades pel tractament amb calç, conté aproximadament un 85% d'aigua. Dues terceres parts d'aquesta aigua s'evapora en evaporadors de buit de múltiple efecte, els quals consisteixen en una successió (generalment quatre) de cel·les d'ebullició al buit.
4. Clarificació del Suc Cru:
El procés és semblant a la fosfatació del refós en unes refineries de sucre. En aquest cas, s'afegeixen al xarop o melada calç i àcid fosfòric, després s'aireja juntament amb l'addició d'un polímer que produeix floculació.
5. Cristal·lització:
La cristal·lització té lloc en calderes al buit de simple efecte, on el xarop s'evapora fins a quedar saturat de sucre. En aquest moment s'afegeixen llavors a fi que serveixin de medi per als critalls de sucre, i es va afegint més xarop segons l'evaporació de l'aigua. El creixement dels cristalls continua fins que s'omple la caldera.
El contingut de la caldera es descarrega després mitjançant una vàlvula de peu a un mesclador o cristal·litzador.
6. Centrifugació o Purga; Rebullició de les Mels:
La massa cuita procedent del mesclador o del cristal·litzador es porta a màquines giratòries anomenades centrifugadors.
El tambor cilíndric suspès d'un eix té parets laterals perforades, folrades en l'interior amb tela metàl·lica. Entre aquestes i les parets hi ha làmines metàl·liques que contenen de 400 a 600 perforacions per polzada quadrada. El tambor gira a velocitats que oscil·len entre 1000 i 1800 rpm. El revestiment perforat reté els cristalls de sucre que es pot rentar amb aigua si es desitja. El licor mare, la mel, passa a través del revestiment a causa de la força centrífuga exercida (de 500 fins a 1800 vegades la força de la gravetat), i un cop el sucre és purgat es talla, deixant la centrifugadora llesta per a rebre una altra càrrega de massa cuita. Les màquines modernes són exclusivament del tipus d'alta velocitat (o d'una alta força de gravetat) proveïdes de control automàtic per a tot cicle. Els sucres d'un grau poden purgar-se utilitzant centrifugadores contínues.
7. Història de la Maquinària, l'Equip i els Processos:
Els fabricants i refinadors de sucre tenen raó en sentir-se orgullosos de la seva història com a pioners de la indústria química i del processament d'aliments. La major part dels equips bàsics es va desenvolupar específicament per a la producció sucrera i més tard es va adaptar per a usos generals. El sucre va ser la primera indústria alimentària en emprar química, i es va avançar en molts anys a les modernes idees de control tècnic i químic tan corrents ara en les grans fàbriques.
8. Màquines i Equips:
Els primers tipus de molins de canya empraven rodets verticals de fusta molta per animals, força hidràulica o motors de vent. Se li atribueix a Sematon haver sigut el primer a disposar tres rodets horitzontals en la forma triangular actual, i alguns prestigiosos autors afirmen que va ser ell qui va idear el primer molí d'aquest tipus, mogut mitjançant vapor a Jamaica.
9. Capacitat de l'Equip:
Degut al fet que són molts els factors que influeixen en la selecció de l'equip adequat en l'ingeni sucrer, les xifres mitjanes podrien conduir a conclusions errònies. Les condicions locals, les característiques i riquesa del contingut de la canya, el tipus de procés, la qualitat desitjada de la producció i moltes altres consideracions, afecten a la mida i capacitat de màquines i equips en les diferents estacions de la fàbrica.
10. Nous Processos per a l'Operació en Petita Escala:
El procés més recent és el separador TILBY; la canya es talla longitudinalment en dues meitats, cada meitat passa pel seu propi separador de manera que la medul·la és remoguda de l'interior de l'escorça. Després, aquesta escorça es raspa encara més per remoure la capa exterior de revestiment de cera. Les capes s'anomenen, en general, Compith per a la porció de la medul·la, Comsind per a la capa fibrosa i Dermax per a la coberta de cera.
Hogelsug proposa un procés de 20 a 300 tones de canya per dia. El suc es clarifica mitjançant calç i fosfat, l'espuma o nata s'elimina per flotació i el suc s'evapora en tres etapes: primer, utilitzant un evaporador vertical tipus calandra de tubs, tallar fins a 35 ºBrix; després, mitjançant un evaporador obert, utilitzant els gasos de la combustió a una temperatura de 800 °C fins a 80 ºBrix; i finalment, per mitjà d'un evaporador de partícules primes de fins a 95 ºBrix, abans de ser refredat en un cristal·litzador d'aire fred i abocat en motlles. Per a obtenir sucre de consum directe, es condueix el suc, després de la primera evaporació, al procés de carbonització utilitzant gas de la combustió a 300 °C, i es filtra abans de les dues etapes següents d'evaporació. La massa cuita es pot centrifugar per a obtenir un producte cristal·lí.

### Algunes Definicions Generals de la Canya de Sucre
Canya: és la matèria primera normalment subministrada a la fàbrica i que comprèn la canya pròpiament dita, la palla, l'aigua i altres matèries estranyes.
Palla: és la matèria seca de la canya, insoluble en aigua.
Suc Absolut: són totes les matèries dissoltes a la canya més l'aigua total de la canya.
Bagàs (remolta): és el residu després de l'extracció del suc de la canya mitjançant qualsevol medi, molí o presa.
Suc Residual: és la fracció de suc que no ha pogut ser extreta i que queda al bagàs.
Brix: el Brix d'una solució és la concentració (expressada en grams de concentrat en 100 grams de solució) d'una solució de sacarosa pura en aigua.
Pol: és la concentració expressada en grams de solució en 100 grams de solució d'una solució de sacarosa pura en aigua.

### Emmagatzematge a Granel del Sucre Refinat
És regla general emmagatzemar el sucre acabat en grans dipòsits o sitges. Els dipòsits o sitges no només permeten que s'empaquetin únicament durant el dia, sinó que també donen resultats amb grans estalvis, ja que l'empacament es pot efectuar en resposta als seguiments dels empaquetaments de suc en empaquetar el sucre conforme es produeix i s'emmagatzema el producte empaquetat.

### Envasos
Gairebé tot el sucre refinat s'empaqueta avui en dia en bosses de paper o caixes de cartró. Les bosses de paper del tipus de parets múltiples inclouen bosses individuals de 100, 50 i 25 lb*; bosses de 2.5 i 10 lb* i bosses plàstiques de 1.2 i 5 lb*. Per als sucres tous i en pols, 3 empaquetaments en contenidors de cartró.
- lb = pound (lliure) = 0.4536 kg